# Contour crafting
Pour les articles homonymes, voir Contour (homonymie).
Le Contour crafting (CC) est une technologie émergente qui permet de produire par fabrication additive une « architecture imprimée » (building printing pour les anglophones).
Ceci se fait aujourd'hui via une sorte d'imprimante 3D de très grande taille, et pourrait peut être demain fait par des robots de plus petites tailles, au sol ou par une tête d'impression orientable et suspendue à des câbles. 
Des pièces de tailles moyennes sont déjà produites de cette manière en laboratoire.

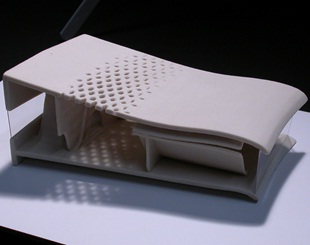
Exemple de maquette réalisée par une imprimante 3D (à gauche de l'image)

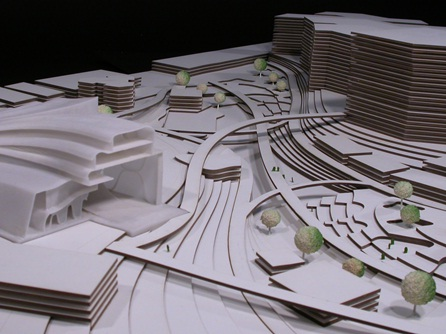
En principe et avec un portique et un matériel et des matériaux adaptés, l'impression 3D peut permettre de créer des bâtiments entiers, comme il est possible de créer des maquettes (ex : à gauche sur la photo)

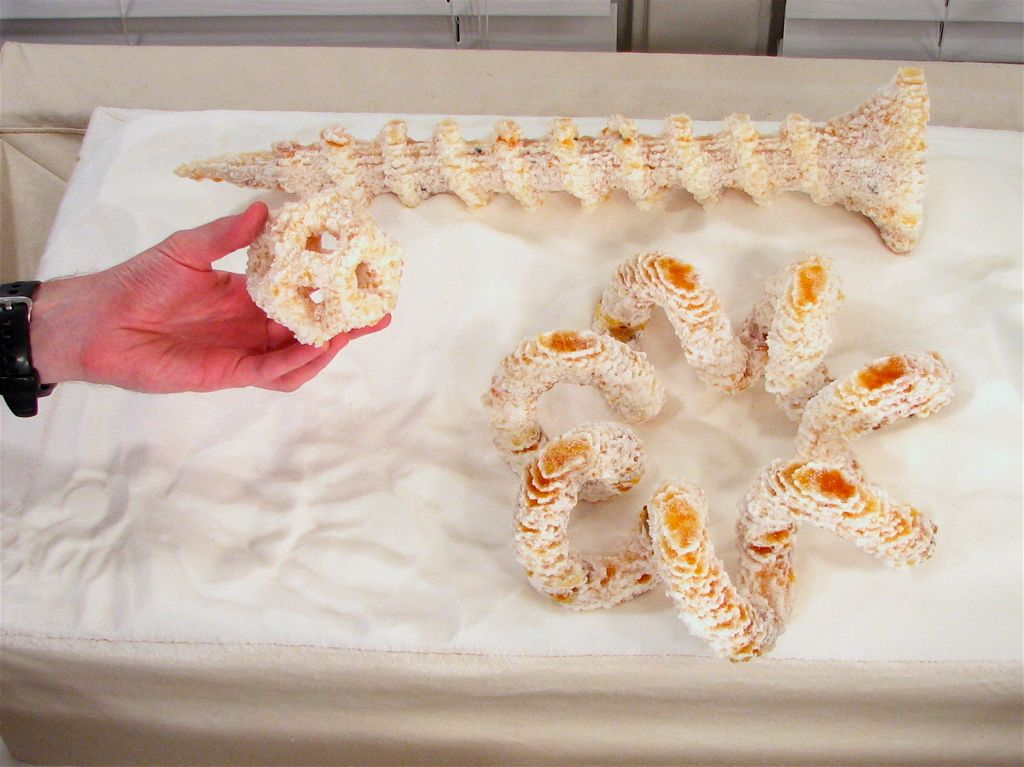
Sculpture en forme de bobine toroïdale, avec un modèle d'une vis à bois et un petit dodécaèdre. Ces objets ont été fabriqués en sucre pur sur le CandyFab 4000, une machine de prototypage rapide expérimental qui peut utiliser du sucre cristallisé en tant que support d'impression. Cela fait partie du projet open-source CandyFab: www.candyfab.org. Les mêmes modèles peuvent être réalisés en sable fondu au moyen d'une lentille concentrant les rayons du soleil et pilotée par ordinateur

Les premières expériences de création par imprimante 3D d'objets architecturaux de grande taille ont été conduites par Behrokh Khoshnevis de l'Information Sciences Institute (en) (basé dans l'école d'ingénieur de Viterbi  de l'université de Californie du Sud). 

Il a utilisé pour cela une grue et un portique commandé par ordinateur pour créer rapidement des édifices qu'il voudrait dans le futur rendre peu couteux et/ou nécessitant moins de matériau et moins de temps et moins de main d’œuvre qu'avec les méthodes traditionnelles de construction. Il pense aussi que cette technologie permettra de construire des objets architecturaux à très grande échelle.

## Principes et méthodes
De manière générale les systèmes automatisés permettent une gestion additive, formative ou soustractive de la matière. Ils peuvent aussi combiner - in situ - ces 3 approches.
La méthode CC (Contour crafting) adapte aux besoins d'une construction de grande taille des outils logiciels et matériels créés pour usiner ou produire des moules destinés à produire des pièces industrielles pour les fonderies, la verreries ou la plasturgie puis pour les imprimantes 3D. 

Depuis le milieu des années 1990, Khoshnevis adapte peu à peu ces technologies au projet de construction rapide d'une maison, qui pourrait être par exemple mis en œuvre après des catastrophes naturelles (tsunami, tremblements de terre) dévastatrices tel le tremblement de terre qui a frappé son pays natal, l'Iran ) voire ensuite sur d'autres planètes dans le cadre de l'exploration spatiale avec présence humaine.
En Europe, l'Italien  Enrico Dini a créé sa propre machine dite D-Shape qui dépose des couches de sables durci par un liant inorganique pour produire des objets pouvant atteindre  six mètres de haut (en 2014).
Dans les premiers cas, un matériau à prise rapide tels qu'un béton de sable et ciment utilisé avec un « accélérateur de prise » forme - couche par couche - les murs et certains éléments d'une maison, jusqu’aux planchers, plafonds et toiture mis en place par le portique ou une grue.
Les vides nécessaires à l'insertion d'éléments de plomberie, câblage électrique et informatique, aération ou matériaux isolants sont prévus en amont dans le plan informatisé, mais le robot et son portique peuvent théoriquement aussi installer des tuyaux ou certains éléments secondaires de la structure, ou des éléments décoratifs et de protection tels que des pavages, carrelages, enduits, peintures, etc.

## Histoire, tendances et prospectives
Grâce aux progrès de l'informatique, dans les années 1970-1980, l'industrie s'est mise à utiliser de plus en plus de robots pour la « fabrication rapide » et standardisée.
Puis dans le dernier quart du XXe siècle certaines industries l'ont développée et utilisée (pour le prototypage surtout).
Elle s'est ensuite démocratisée au début du XXIe siècle. Et de nombreux observateurs estiment qu'elle prendra une part importante dans la nouvelle forme de production. Jeremy Rifkin pense  qu'elle pourrait être un des éléments de son concept de troisième révolution industrielle.
Dans le même temps — et notamment après la Conférence des Nations unies sur l'environnement et le développement de Rio en juin 1992 — l'ONU, le Worldwatch Institute et d'autres ont alerté sur le besoin urgent d'économiser les ressources naturelles (dont les matériaux de construction) et de mieux prendre en compte les impacts sanitaires, sociaux et environnementaux de la construction, et du transport et des déchets et de la consommation d'énergie et des émissions de gaz à effet de serre que génère la construction et son utilisation. Des principes constructifs nouveaux, permis par les progrès de l'informatique et de la robotique semblent pouvoir être explorés et le sont peu à peu, sur des modèles proches de ceux d'ouvrage de science-fiction avec l'idée de pouvoir construire des constructions lunaires en utilisant en grande partie des matériaux locaux comme matériau de construction (Shrunk & al, 1999), grâce à l'introduction de la robotique dans le domaine de la construction. Les progrès faits dans les catalyseurs (permettant des prises très accélérées), les matériaux composites ou renforcés de fibres (de cellulose, de verre, de carbone...) laissent espérer des innovations constructives.
Au début des années 2000 des principes théoriques et de premiers retours d'expérience sont disponibles, et de nombreux auteurs testent ou envisagent pour le futur des systèmes de construction automatique de bâtiments entiers par des robots ou un robot unique multitâche.
Dans les années 2002 à 2004 le développement de l'automation dans la construction a été plus lent que dans d'autres domaines (construction automobile et robotique industrielle notamment), mais en s'inspirant du prototypage rapide par adjonction de matière,  utilisé dans d'autres branches de l'industrie, et après amélioration des têtes d'extrusion et adaptation de matériaux (ciment, plâtre, céramiques non durcies, reprenant le principe de l'Adobe,, plastique, résine, mélanges ou polymères...) il est maintenant théoriquement assez avancé pour permettre la construction additive, y compris sur la lune ou d'autres planètes selon Khoshnevis de l'université de Californie du Sud.
En 2007, une alternative au pont roulant est à l'étude : il s'agit d'utiliser une tête d'impression orientée dans l'espace par les mouvements des câbles auxquels elle est suspendue, ces mouvements étant pilotés par l'ordinateur ; cette option est étudiée par Bosscher et ses collègues dans l'Ohio et améliorée en 2008.
En 2008, la société Caterpillar Inc. décide de fournir des fonds pour soutenir les projets de recherche de Viterbi (été 2008).
En 2009, des étudiants des cycles supérieurs de la Singularity University (une université non officielle de la Silicon Valley) mettent en place un projet dit ACASA, avec Khoshnevis comme directeur de projet, afin de commercialiser la technique de « Contour Crafting » (CC).
En 2010, Khoshnevis affirme pouvoir ainsi faire construire par un robot (House-Bot) une maison complète en une seule journée avec une grue ou un portique électrique (pouvant être alimentée par une source d'énergie propre, sûre et renouvelable en produisant très peu de déchets de matériaux de construction. Si ce défi est relevé, cette technique pourrait alors limiter fortement l'impact environnemental et l'empreinte carbone et l'empreinte écologique de la construction de maisons.

Cette même année 2010, Khoshnevis annonce que la NASA est en train d'évaluer la possibilité d'utiliser le Contour Crafting pour la construction de bases sur la planète Mars et/ou sur la Lune, ce qui nécessite aussi la capacité de collecter, transporter et préparer le matériau lunaire à des coûts raisonnables, question étudiée deux ans plus tôt par Zacny et al. et Zeng a al (2007).
En 2013, sur la base de travaux antérieurs (2005) et dans la perspective d'une éventuelle construction in situ d'un laboratoire lunaire,, la NASA commande une petite étude à l'université de Californie du Sud pour affiner cette technique d'impression 3D en envisageant parmi les applications potentielles la construction de structures ou infrastructures qui pourraient être construites sur la lune en mode ISRU (in‐situ resource utilization), c'est-à-dire avec un matériau contenant au moins 90 % de matériaux lunaires et pas plus de 10 % de matière importée de la Terre.
Le premier bâtiment français imprimé en 3D (YHNOVA ; habitat social, annoncé en mars 2017 devrait naitre à Nantes, sur la base d'une technique "Batiprint3D", brevetée par l'Université de Nantes, et conçue avec le CNRS, l’École Centrale, de  l'Inria et l'IMT Atlantique,  et brevetée par l'Université de Nantes).

## Alternatives ou variantes écologiques
Elles cherchent à utiliser des matériaux basiques largement disponibles et à faible empreinte écologique (sable, gravier, argile...) et à utiliser une source d'énergie gratuite et sûre comme l'énergie solaire (transformée en électricité et sous forme de chaleur).
Récemment (2012-2013), des expériences artistiques et/ou techniques ont utilisé des machines construisant des objets ou des décors en sable, parfois de grande taille. C'est le cas par exemple de :
- décors ou éléments d'architecture imprimée (ou « architecture computationelle ») produits par les architectes Michael Hansmeyer et Benjamin Dillenburger, avec le Department d'Architecture de l'ETH de Zurich[36]. L'imprimante 3D a dans ce cas fabriqué des objets de grande taille (colonnes, murs, pièces) à base de sable. Les pièces ont été formées à partir d'algorithmes[37] visant à produire rapidement des objets architecturaux complexes et décoratives presque impossibles à réaliser par les moyens de la sculpture classique[36],[38], qui devraient être exposés en France au FRAC d'Orléans en 2014[39]
- Des sculptures ou objets utilitaires construit par un « robot mobile pulvérisateur de pierre » (Stone Spray robot) contrôlé par ordinateur et capable d'imprimer dans plusieurs directions à la fois (selon deux plans ; vertical et horizontal) pour produire des formes complexes éventuellement autoportantes (meubles, murs, sculptures[40]... construites à base de sable aggloméré par une colle (liant écologique certifié LEEED (Leadership in Energy and Environmental Design), avec une alimentation électrique qui est un panneau photovoltaïque[41]. Ce robot a été produit par  Shergill, Anna Kulik et Petr Novikov, supervisés par Jordi Portell, Marta Male Alemany et Miquel Iloveras de l'IAAC (Institut catalan pour une architecture avancée (Institute for Advanced Architecture of Catalonia[42] ;
- Des objets en sable fondu ; la fusion est produite par concentration d'un faisceau de lumière solaire sur une couche renouvelée de sable du désert ; C'est Markus Kayser qui a mis au point le premier prototype très simple, testé avec succès dans le désert du Sahara, qui utilise une simple lentille de Fresnel pilotée par un ordinateur lui-même alimenté par des panneaux solaires (« Solar Sinter Project »). La lentille concentre la chaleur du soleil sur du sable ajouté dans la machine couche par couche, la forme étant programmée sous forme de modèle numérique[43].
- Le Pr Behrokh Khoshnevis, avec l'université de Californie du Sud et des financements de la NASA et l'Institut Cal-Earth teste en 2014 une « imprimante 3D géante » avec comme projet de construire une maison en 24 heures[44],[45],[46]. L'imprimante est ici un robot qui extrude du béton selon un plan stocké dans l'ordinateur qui le commande. 
Selon les partisans de cette technique, de tels robots pourraient dans le futur construire - avec des matériaux prélevés (ou recyclés) sur place - des édifices civils et militaires, des pistes d’atterrissage, des routes, des hangars ou encore murs anti-radiation ainsi que des structures éventuellement habitables sur la lune, mars ou d'autres environnements extraterrestre. Des tests sont faits dans un laboratoire situé dans le désert de la Nasa (D-RATS). Ce procédé est ou a été testé à petite échelle (projet "maison du futur / Urban initiative policy" (2004)[47]) et il est envisagé par des industriels depuis plusieurs années[48].
- Le projet  « 3D Print Canal House » utilise une imprimante de taille intermédiaire, fonctionnant dans un container, dite « Kamermaker » facile à apporter sur site (test en cours aux Pays-Bas[49]), des éléments de murs qui sont ensuite facilement assemblés sur place ; dans ce cas, le plastique utilisé est fait à 75 % d’huile végétale, mais d'autres types de plastiques sont expérimentés.

## Antériorité
Le concept de fabrication additive existe chez les modeleurs qui utilisent l'argile, la cire et en architecture chez les artisans ou décorateurs qui utilisent le plâtre ou le stuc. 
La construction de murs en couches d'adobe (banchage) consolidée ou non par de la chaux, de la paille, des fibres, etc.  existe depuis l'antiquité, mais elle serait maintenant potentiellement entièrement automatisée, accélérée et ne nécessiterait plus de coffrage.

## Prospective
Divers modèles plus ou moins expérimentaux ont été créés à la fin du XXe siècle et ont permis peu à peu la production de pièces de plus en plus grandes, généralement en monomatériau et d'une même couleur.
L'imprimante 3D a d'abord relevé de la science-fiction (Arthur C. Clarke évoquait une « machine à répliquer » dans les années 1960, machine qui allait répliquer les objets comme on imprimait des livres, ce qui aurait un effet profondément positif sur la société : « l'humanité s'adaptera comme par le passé » ou de la bande dessinée (en 1972, dans le dessin animé Tintin et le Lac aux requins, le professeur Tournesol invente une photocopieuse 3D immédiatement convoitée par Rastapopoulos pour fabriquer des faux en dupliquant des œuvres d'art volées dans de grands musées).
Les solutions techniques existantes dans les années 1990 laissent envisager la possibilité d'une construction rapide et entièrement automatisée d'un bâtiment ou d'un ensemble de bâtiments, avec peinture automatisée, pose robotisée de carrelages et autres éléments de décor ou fonctionnels tels que tuyauteries d'eau, de gaz, de climatisation ou aération, intégration de câblages électriques, électroniques ou de fibre optique, etc..
En 2014, les robots chirurgiens existent, dont pour la chirurgie du cerveau. Certains robots médicaux peuvent être télécommandés (téléchirurgie) et des modèles en cours de développement peuvent déjà s'adapter en temps-réel aux mouvements respiratoires ou réflexes d'un patient. Ils laissent présager que la précision de l'impression 3D appliquée à l'architecture peut encore progresser.
De même, les typologies de matériaux sont susceptibles d'augmenter à l'avenir au fur et à mesure des progrès techniques. Des matériaux réactifs ou « intelligents » structurés pour stocker ou conduire ou filtrer de l'air, de l'eau, de l'humidité, des calories ou frigories, de l'information, etc. sont aussi envisagés.
La biomimétique pourrait aussi inspirer les ingénieurs et architectes et offrir de nouvelles idées d'écohabitat à très faible empreinte écologique, sans « empreinte eau » ni empreinte carbone, ou susceptibles de rembourser leur dette écologique. De telles constructions pourraient par exemple s'inspirer du modèle constructif de certaines termitières, d'organismes bioconstructeurs et/ou photosynthétique, etc. en utilisant des microrobots capables d'éventuellement produire un matériau nanotructuré présentant des caractéristiques nouvelles.

### Vidéographie
- Entirely 3D printed room (Une pièce entièrement imprimée en 3 D)
- Impressora 3d gegant per construir (Une imprimante 3 D géante pour la construction)
- « Impression 3D en métal » (Mise en ligne le 13 décembre 2010, Courtesy of Ex One)